# Saba (metropolita di Varsavia)
Saba (in polacco: Sawa, nato Michał Hrycuniak; Śniatycze, 15 aprile 1938) è l'attuale primate della Chiesa ortodossa polacca. In carica dal 1998, possiede il titolo di metropolita di Varsavia e di tutta la Polonia. In passato ha ricoperto anche la funzione di ordinario militare ortodosso dell'esercito polacco.

## Biografia
Il futuro primate nacque nella cittadina di Śniatycze il 15 aprile 1938. Nel 1957 ottenne il diploma presso il seminario ortodosso di Varsavia e si iscrisse all'accademia teologica della capitale polacca, dove conseguì la laurea nel 1961. Subito dopo divenne docente presso il seminario di Varsavia. Nel 1962 ottenne la cattedra (di cui è ancora titolare) presso l'accademia teologica.
Il 27 settembre 1964 fu ordinato diacono dall'arcivescovo Jerzy Korenistow. Nel maggio successivo partì per Belgrado, al fine proseguire gli studi presso la locale facoltà teologica. Ottenne il dottorato il 2 febbraio 1966 con una tesi dedicata a San Giovanni Battista. Il 6 febbraio successivo prese i voti presso il monastero di Rakovica. Scelse il nome di Saba in onore di San Saba, l'arcivescovo fondatore della Chiesa ortodossa serba. Il giorno seguente alla tonsura monastica fu ordinato sacerdote.
Tornato in Polonia assolse la funzione di direttore dell'ufficio del metropolita di Varsavia Stefano. Nel 1969 divenne egumeno e l'anno seguente fu elevato ad archimandrita e nominato vicario del monastero di Jabłeczna. Il 25 novembre 1979 fu consacrato vescovo di Łódź e Poznań. Nel 1981 gli fu affidata la diocesi ortodossa di Białystok e Danzica. Il 16 maggio 1994 fu nominato ordinario militare ortodosso dell'esercito polacco.
Il 12 maggio 1998 fu eletto dal sinodo locale come metropolita di Varsavia, vale a dire primate della Chiesa ortodossa polacca. La cerimonia di intronizzazione nella Cattedrale Ortodossa di Santa Maria Maddalena si svolse il 31 maggio.